# AEKアレナ
AEKアレナ – ゲオルギオス・カラパタキス（AEK Arena – Georgios Karapatakis (ギリシア語: ΑΕΚ Αρένα – Γεώργιος Καραπατάκης)）は、キプロスのラルナカにあるサッカースタジアムである。AEKラルナカがホームスタジアムとして使用する。

## 概要
AEKラルナカが1994年から2016年までホームスタジアムとして使用していたGSZスタジアムの隣に建設された。建設工事は2015年9月7日から開始された。
2016年10月17日に行われた2016-17シーズンのキプロス・ファーストディビジョン第7節アリス・リマソール戦で開場し、AEKラルナカが4-0で勝利した。同年11月27日にキプロス第7代大統領のニコス・アナスタシアディスを迎え、公式の開場式典が行われた。